# Форт Ліберті
Форт Ліберті (англ. Fort Liberty) — одна з головних військових баз армії США, розташована поблизу міста Феєтвілл, на стику округів Північної Кароліни Камберленд, Гоук, Мур і Гарнетт. Загальна чисельність бази — 39 457 осіб (станом на 2010).
До червня 2023 року форт мав назву «Форт Брегг» на честь генерала конфедеративної армії Брекстона Брегга. Ця військова інсталяція є головною базою для повітряно-десантних військ США, зокрема пунктом постійної дислокації 82-ї дивізії і сил спеціальних операцій армії США, а також штабом Командування сил армії США і Командування резерву армії США.

Одні з головних воріт Форту Ліберті
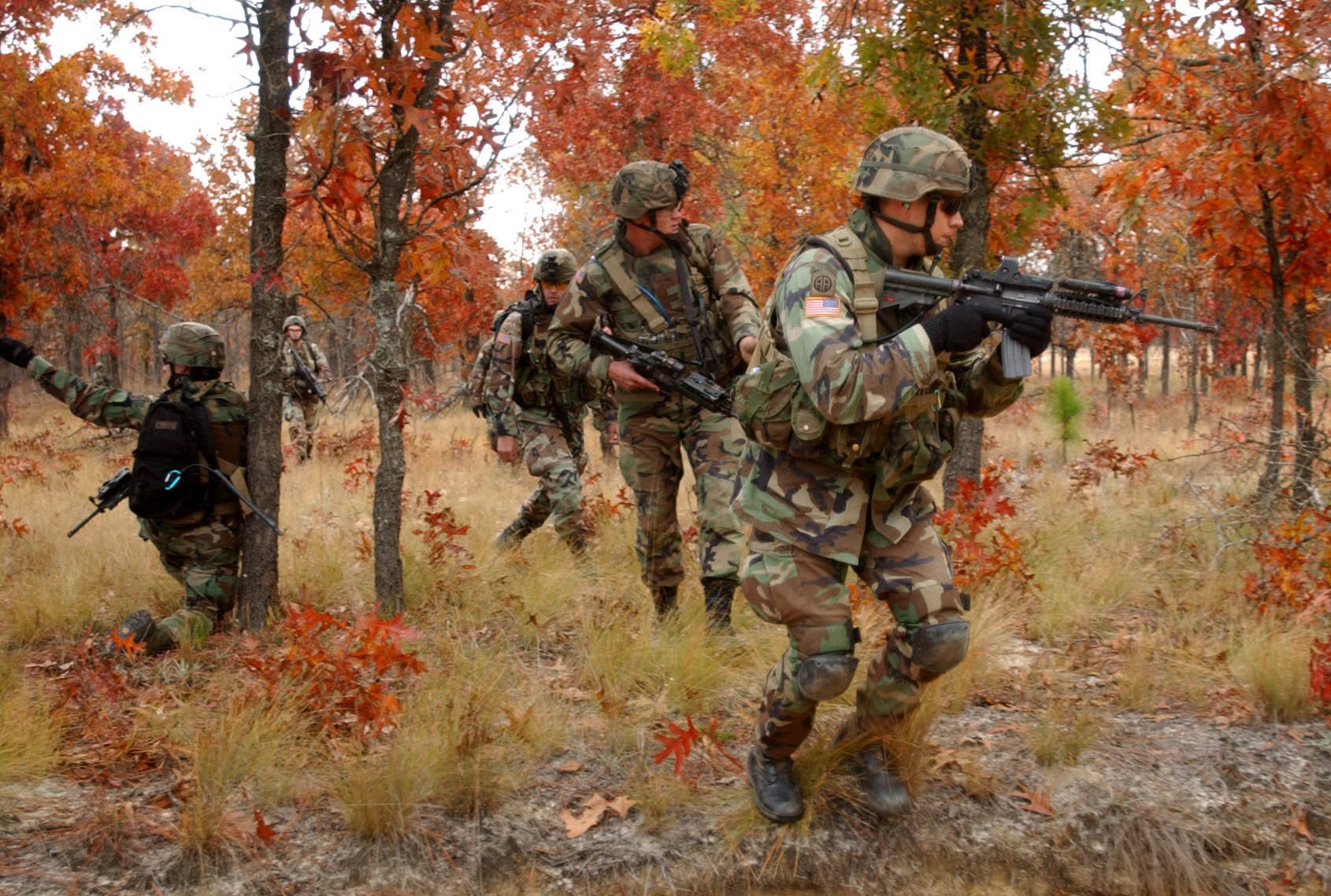
Солдати 82-ї пдд на польових заняттях